# Ascoli Calcio 1898 FC
Pour les articles homonymes, voir d'Ascoli.
Maillots
Actualités
Ascoli Calcio 1898 FC est un club italien de football basé à Ascoli Piceno. Le club présidé par Carlo Neri évolue en Serie C (D3) lors de la saison 2025-2026.

## Repères historiques
| \| Ascoli Piceno \| Emplacement de Ascoli Piceno, · en Italie. |
| Ascoli Piceno                                                  |

Le club est fondé en novembre 1898 sous le nom de « Candido Augusto Vecchi » en hommage à un colonel garibaldiste. En 1905, le club adopte le nom d'« Ascoli Vigor ». Le club est ensuite rebaptisé « Unione Sportiva Ascolana » en 1921, puis « Associazione Sportiva Ascoli » en 1945, « Ascoli Calcio 1898 » en 1971 et enfin « Ascoli Picchio F.C. 1898 » en 2014.
En 1925, le club s'installe au Stade Ferruccio Corradino Squarcia pour ses matchs à domicile, et ce jusqu'en 1962, date à laquelle il emménage au Stade Cino-et-Lillo-Del-Duca.
Le club prend alors son envol et accède au championnat de Serie B en 1972 avant de découvrir l'élite du football italien en 1974. 
Ascoli s'installe en Série A jusqu'au début des années 1990, malgré 4 saisons passées à l'étage inférieur au cours de cette période.
Le club obtient son meilleur classement au cours de la saison 1979/1980 en décrochant une 4e place significative de qualification pour la Coupe UEFA.
Ascoli retourne dans l'ombre au cours des années 1990 et dispute même 7 saisons consécutives en Serie C1, la troisième division du football italien.
De retour en Série A en 2005, le club n'y reste que 2 saisons avant de retrouver sa place en deuxième division.

## Palmarès et résultats

### Palmarès
| Compétitions nationales | Compétitions régionales                                         | Compétitions internationales              |
| - Serie B (deuxième division) : - Champion (2) : 1978 et 1986. - Serie C1 (troisième division) : - Champion (2) : 2002 (groupe B). - Supercoppa di Lega di Serie C1 : - Vainqueur (1) : 2002. | - Campionato Marchigiano : - Champion (3) : 1927, 1938 et 1957. | - Coupe Mitropa : - Vainqueur (1) : 1987. |

### Records individuels
|   | Nom             | Matches | Dates                |
| - | --------------- | ------- | -------------------- |
| 1 | Luigi Giambruno | 275     | 1935-1945, 1946-1952 |
| 2 | Mario Vivani    | 263     | 1967-1976            |
| 3 | Franco Pavoni   | 250     | 1942-1943, 1945-1957 |
| 4 | Eugenio Perico  | 236     | 1973-1981            |
| 5 | Domenico Oddi   | 232     | 1953-1963            |

|   | Nom              | Buts | Dates                |
| - | ---------------- | ---- | -------------------- |
| 1 | Renato Campanini | 74   | 1969-1975            |
| 2 | Domenico Mercuri | 51   | 1955-1959            |
| 3 | Oliver Bierhoff  | 48   | 1991-1995            |
| = | Andrea Soncin    | 48   | 2007-2009, 2011-2013 |
| 5 | Augusto Pavoni   | 45   | 1942-1943, 1945-1957 |

## Identité du club

### Changements de nom
- 1989-1905 : Candido Augusto Vecchi
- 1905-1921 : Ascoli Vigor
- 1921-1945 : Unione Sportiva Ascolana
- 1945-1954 : Associazione Sportiva Ascoli
- 1954-1971 : Associazione Sportiva Del Duca Ascoli
- 1971-2014 : Ascoli Calcio 1898
- 2014-2018 : Ascoli Picchio FC 1898
- 2018- : Ascoli Calcio 1898 FC

### Logo

Logo jusqu'en 2014
Logo de 2014 à 2018
Logo depuis 2018

## Joueurs et personnalités du club

### Présidents
Le tableau suivant présente la liste des présidents du club depuis 1898.
| Rang | Nom                       | Période   |
| ---- | ------------------------- | --------- |
| 1    | Giuseppe Celani           | 1898-1901 |
| 2    | L. Fortis                 | 1901-1905 |
| 3    | Antonio Silvestri         | 1905-1915 |
| 4    | Giuseppe Secondo Squarcia | 1919-1922 |
| 5    | Giovanni Tofani           | 1922-1923 |
| 6    | Piero Sacconi Natali      | 1923-1924 |
| 7    | Carlo Vecchiotti          | 1924-1925 |
| 8    | Giovanni Poli             | 1925-1927 |
| 9    | Vincenzo De Scrilli       | 1927-1929 |
| 10   | Vasco Bruno Sgariglia     | 1929-1931 |
| 11   | Domenico Sassaroli        | 1931-1932 |

| Rang | Nom                        | Période   |
| ---- | -------------------------- | --------- |
| 12   | Enrico Priori              | 1932-1933 |
| 13   | Emidio Angelini            | 1933-1934 |
| 14   | Ugo Liberi                 | 1934-1935 |
| 15   | Aldo Tarlazzi              | 1935-1936 |
| 16   | Giuseppe Mazzocchi         | 1936-1941 |
| 17   | Ezio Pallotta              | 1941-1942 |
| 18   | Carlo Bartoli              | 1942-1946 |
| 19   | Giuseppe Silva             | 1946-1947 |
| 20   | Ernestina Panichi Seghetti | 1947-1948 |
| 21   | Serafino Barbieri          | 1948-1949 |
| 22   | Silvio del Duca Giugni     | 1949-1951 |

| Rang | Nom                | Période   |
| ---- | ------------------ | --------- |
| 23   | Agostino Tabani    | 1951-1952 |
| 24   | Augusto Giammiro   | 1952-1954 |
| 25   | Mario Benvenga     | 1954-1955 |
| 26   | Cino Del Duca      | 1955-1956 |
| 27   | Pacifico Saldari   | 1956-1962 |
| 28   | Leone Cicchi       | 1962-1968 |
| 29   | Costantino Rozzi   | 1968-1994 |
| 30   | Elio Rozzi         | 1994-1995 |
| 31   | Nazzareno Cappelli | 1995-1999 |
| 32   | Roberto Benigni    | 1999-2013 |
| 33   | Guido Manocchio    | 2013      |

| Rang | Nom                     | Période   |
| ---- | ----------------------- | --------- |
| 34   | Costantino Nicoletti    | 2013      |
| 35   | 3 curateurs de faillite | 2013-2014 |
| 36   | Francesco Bellini       | 2014-2016 |
| 37   | Andrea Cardinaletti     | 2016-2017 |
| 38   | Francesco Bellini       | 2017-2018 |
| 39   | Giuliano Tosti          | 2018-2019 |
| 40   | Carlo Neri              | 2019-2025 |
| 41   | Bernardino Passeri      | 2025-     |

### Joueurs emblématiques
- Daniele Adani
- Andrea Barzagli
- Oliver Bierhoff
- Saša Bjelanović
- Salvatore Bocchetti
- Liam Brady
- Cristian Bucchi
- Igor Budan
- Benito Carbone
- Walter Casagrande
- Gianluca Comotto
- Marco Delvecchio
- Luigi Di Biagio
- Dirceu
- Marco Ferrante
- Pasquale Foggia
- Daniele Galloppa
- Bruno Giordano
- Stefano Guberti
- Patricio Hernández
- Giuseppe Iachini
- Enar Jääger
- Aleksandar Luković
- Andrea Mandorlini
- Filippo Maniero
- Hugo Maradona
- Carlo Mazzone
- Zlatan Muslimović
- Valentin Năstase
- Walter Novellino
- Gianluca Pagliuca
- Michele Paolucci
- Winston Parks
- Andrea Pazzagli
- Fabio Quagliarella
- Roberto Carlos Sosa
- Massimo Taibi
- Pedro Troglio
- François Zahoui
- Ludo Coeck

## Aspects économiques et financiers

### Équipementiers
- 1979-1980 :  Pouchain
- 1983-1985 :  POP84
- 1985-1987 :  Adidas
- 1987-1989 :  Uhlsport
- 1989-1991 :  Adidas
- 1991-1994 :  Ennerre
- 1994-1996 :  Admiral
- 1996-1998 :  Ennerre
- 1998-1999 :  Galex
- 1999-2001 :  Legea
- 2001-2005 :  Uhlsport
- 2005-2006 :  Lotto
- 2006-2012 :  Legea
- 2012-2016 :  Max Sport

### Sponsors principaux
- 1981-1984 :  POP84
- 1984-1985 :  Olio San Giorgio
- 1985-1987 :  Norditalia Assicurazioni
- 1987-1989 :  Micromax
- 1989-1991 :  Cocif
- 1991-1992 :  Imesa
- 1992-1994 :  Cocif
- 1995-2005 :  Carisap
- 2005-2006 :  Gaudì
- 2006-2007 :  Pompea
- 2007-2009 :  Cult
- 2009-2013 :  Carisap
- 2014-2016 :  Fainplast,  Ciam &  Brosway (le dernier dans le dos uniquement)